# Ширіншо Шотемор

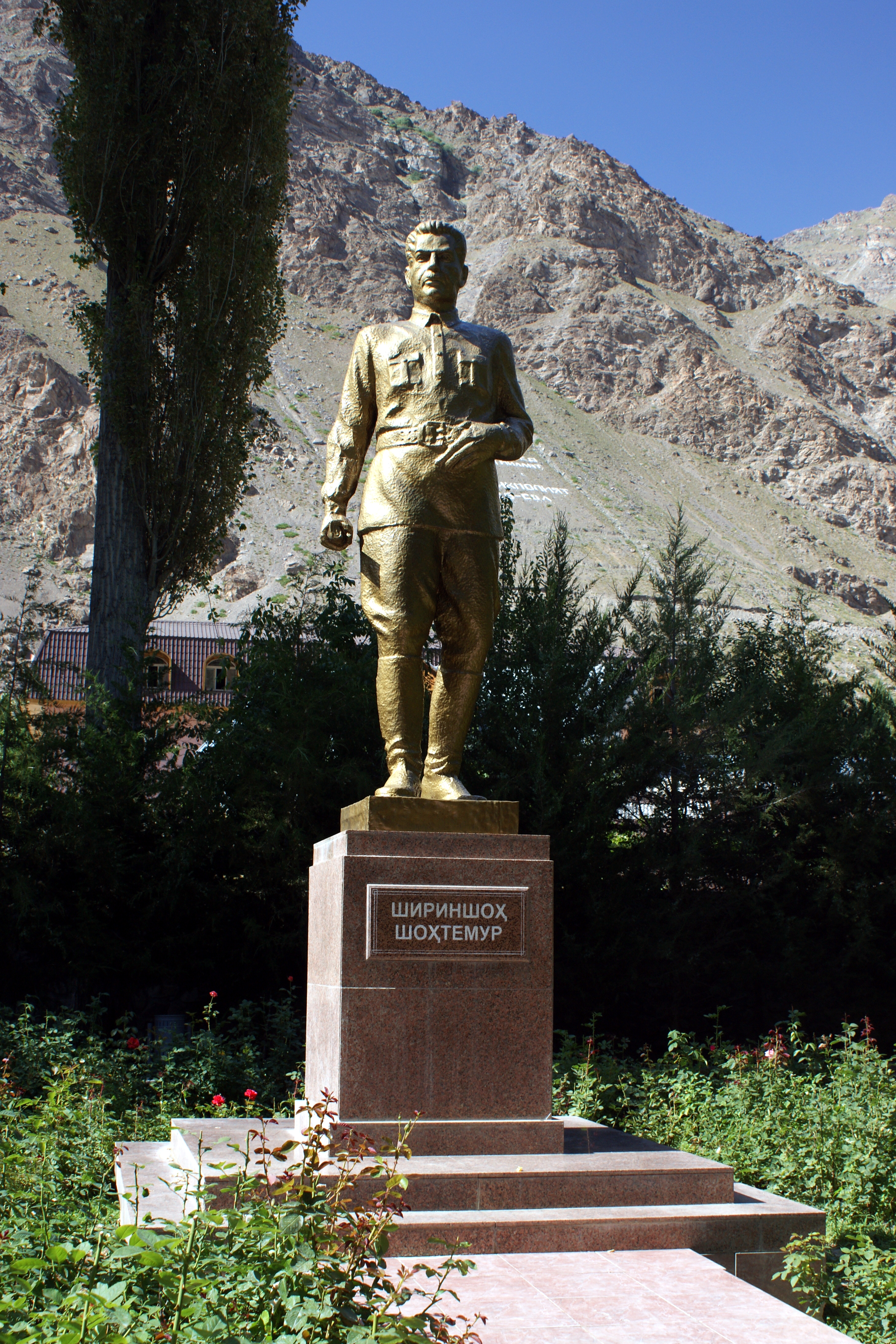
Статуя Ширіншо Шотемора в Центральному парку (Хорог)

Шіріншо Шотемур (1 грудня 1899 , Гірський Бадахшан  — 27 жовтня 1937 , Москва ) — таджицький радянський політичний, партійний і державний діяч.

## Біографія
Шіріншо Шотемур (в історії СРСР відомий як Шотемор) народився в сім'ї селянина-бідняка. Освіту здобув в Університеті трудящих Сходу в Москві (1929).
Закінчив трудову педагогічну школу, потім навчався на педагогічних курсах в Ташкенті.
Трудову діяльність Шіріншо Шотемур почав 13-річним юнаком у господарстві Памірського прикордонного загону. З 1914 по 1918 рік працював в Ташкентському залізничному депо, робітником на заводі Іванова. З 1919 року — робочий у Ташкенті. В 1921 вступив в РКП (б). У 1921—1924 — голова ревкому на Памірі, інструктор ЦК КП (б) Таджикистану. У 1921 році Шіріншо Шотемур брав участь у хліборазверстці в Худжандскому повіті. У тому ж році він, у складі військово-політичної трійки, був посланий на Памір.
Шотемур до 1923 року працював головою Революційного Комітету, а після від'їзду голови Т. М. Дьякова, з 1922 — одночасно головою військово-політичної трійки.
У 1923—1924 роках Шотемур працював інструктором підвідділу національних меншин ЦК Компартії Таджикистану. Одночасно він керував таджицькою комуністичною секцією.
В 1925—1927 нарком Робітничо-селянської інспекції і уповноважений ЦК КП (б) Узбецької РСР. Очолював операції зі знищення басмачів і їхніх «пособників» у Таджикистані.
З 1929 року — відповідальний секретар Таджицького обкому КП (б) Узбекистану.
Шіріншо Шотемур є одним з основних організаторів створення Таджицької Автономної Радянської Соціалістичної Республіки і заради цієї мети, він віддав багато сил, енергії, а в підсумку і життя. У 1924 році, при оформленні в Ташкенті першого в історії Таджицького уряду, Шіріншо Шотемур був призначений Наркомом робітничо-селянської інспекції та уповноваженим Центральної Контрольної комісії КП (б) Узбекистану в Таджикистані. Крім основної роботи на Шотемура за сумісництвом тимчасово були покладені обов'язки народного комісара фінансів, голови комісії взаємодопомоги партійцям і керівництво трійкою з проведення режиму економіки в республіці.
В 1927 у Шотемур працював постійним представником Таджицької АРСР в Узбецькій РСР. Тоді ж він був направлений на навчання в Московський університет трудящих Сходу (КУТВ). На другий Таджицькій обласної партійної конференції (3—10 лютого 1929) Шотемур заочно був обраний членом обласного комітету партії, а перший пленум Обкому партії обрав його відповідальним (першим) секретарем Таджицького обкому партії.

Великий внесок Шотемур вніс у приєднанні Худжандського округу до Таджикистану та в освіті Таджицької РСР. 
 «Зараз, — писав він в 1929 році на адресу Політбюро ЦК ВКП (б), — ми особливо загострюємо питання про приєднання до Таджикистану Худжандського округу, який зараз знаходиться в Узбекистані, що цілком відповідає політичним і економічним інтересам Таджикистану і цього округу.»
 Він сміливо порушував питання перед Політбюро ЦК ВКП (б) про виділення Таджицької республіки зі складу Узбецької РСР в самостійну республіку.
На першому Установчому з'їзді КП (б) Таджикистану 6—15 червня 1930 р. Шотемур був обраний другим секретарем ЦК КП (б) Таджикистану. В 1932 р. за наполегливим проханням, Шіріншо Шотемур він був відряджений на навчання в Інститут червоної професури у Москву, але у грудні 1933 р. він був звідти відкликаний та обраний головою Президії ЦВК Таджицької РСР. На цьому високому посту він пропрацював до червня 1937 р.
У 1930—1933 —  2-й секретар ЦК КП (б) Таджикистану.
З 1933 —  голова ЦВК Таджицької РСР і один з голів ЦВК СРСР.
Шіріншо Шотемур в період роботи постійно обирався в керівні партійні та радянські органи, в 1925—1934 роках був членом Ради національностей ЦВК СРСР.
В 1937 р. за сфабрикованим звинуваченням в участі в антирадянській націоналістичній організації був арештований в Москві. 21 жовтня Воєнною колегією Верховного суду СРСР засуджений до смертної кари, 27 жовтня 1937 р. —  розстріляний. Похований на Донському кладовищі в Москві. Реабілітований Воєнною колегією Верховного суду СРСР 11 серпня 1956 р.
Нагороджений медаллю ЦВК Таджицької РСР «За боротьбу проти басмацтва» (1930), орденом «Трудового Червоного Прапора» (1935), Указами президента Республіки Таджикистан Е. Ш. Рахмонова посмертно нагороджений орденом «Дружба» (27.08.1999), званням «Герой Таджикистану» (9.09.2006 р.).